# Cityring (Hjørring)
 For alternative betydninger, se Cityring. (Se også artikler, som begynder med Cityring)
Cityring O er en indre ringvej, der går rundt om det indre Hjørring. Vejen består af Vesterbanegade (primærrute 35) Dronningensgade, Nørregade, Vendelbogade Sivegade og Østergade og ender til sidst i Frederikshavnvej (primærrute 35), hvor der er forbindelse til Frederikshavn og Hirtshalsmotorvejen.
Ruten skal lede gennemkørende trafik uden om byens centrum og fungere som en alternativ rute for dem, der har ærinder inde i den indre by.
| Trafik | Spire Denne trafikartikel er en spire som bør udbygges. Du er velkommen til at hjælpe Wikipedia ved at udvide den. |

|  | Denne artikel om en bygning eller et bygningsværk kan blive bedre, hvis der indsættes et (bedre) billede. Du kan hjælpe ved at afsøge Wikimedia Commons for et passende billede eller lægge et op på Wikimedia Commons med en af de tilladte licenser og indsætte det i artiklen. |

57°27′31.68″N 9°59′19.07″Ø / 57.4588000°N 9.9886306°Ø